# Harapás
Harapás (1899-ig Kuszin, szlovákul: Kusín) község Szlovákiában, a Kassai kerület Nagymihályi járásában.

## Fekvése
Nagymihálytól 15 km-re északkeletre, a Széles-tó északi partján fekszik.

## Története
1418-ban említik először.
A 18. század végén, 1799-ben Vályi András így ír róla: „KUSZIN. Tót falu Ungvár Várm. földes Urai több Uraságok, lakosai katolikusok, fekszik Sobrántzhoz más fél mértföldnyire, határja közép termékenységű, vagyonnyai meglehetősek, és külömbfélék.”
Fényes Elek 1851-ben kiadott geográfiai szótárában így ír a faluról: „Kuszin, orosz-tót falu, Ungh vmegyében, Vinnához keletre 1 1/2 órányira: 64 romai, 275 g. kath., 25 zsidó lak. Szőlőhegy; erdő és vizimalom. F. u. gr. Waldstein, Draveczky; Szemere, s m. Ut. p. Szobráncz.”
1920-ig Ung vármegye Szobránci járásához tartozott.

## Népessége
| Év:            | 1994. | 2004.   | 2014.   | 2024.   |
| -------------- | ----- | ------- | ------- | ------- |
| Emberek száma: | 362   | 363     | 338     | 355     |
| Eltérés:       |       | +0,27 % | -6,88 % | +5,02 % |

| Év:            | 2023. | 2024.   |
| -------------- | ----- | ------- |
| Emberek száma: | 364   | 355     |
| Eltérés:       |       | -2,47 % |

1910-ben 411, túlnyomórészt ruszin anyanyelvű lakosa volt.
2001-ben 381 lakosából 369 szlovák volt.
2011-ben 353 lakosából 310 szlovák volt.

## Nevezetességei
- A Hétfájdalmú Szűzanya tiszteletére szentelt, római katolikus temploma.